# طاووسک کالدونیای جدید
طاووسک کالدونیای جدید (نام علمی: Porphyrio kukwiedei)، گونه‌ای از پرندگان خانواده یلوگان و بومی کالدونیای جدید بود که احتمالاً به دلیل شکار، نابودی زیستگاه و حضور گونه‌های مهاجم به دنبال سکونت انسان در این جزیره منقرض شده‌است. با این حال، بخشی از مقاله‌ای در سال ۱۸۶۰ به پرندگانی به اندازه بوقلمون‌ها اشاره می‌کند که در مناطق باتلاقی نیو کالدونیا وجود دارند و نشان می‌دهد که ممکن است تا زمان‌های تاریخی زنده مانده باشد. تصور می‌شود نام بومی n'dino به این پرنده اشاره دارد.